# Copa do Brasil de Futebol de 2023
A Copa do Brasil de Futebol de 2023 (por questões de patrocínio Copa Betano do Brasil) foi a 35.ª edição deste torneio de futebol realizado pela Confederação Brasileira de Futebol (CBF), desde 1989.
A competição foi disputada no dia 21 de fevereiro e terminou em 24 de setembro. O campeão da competição foi o São Paulo, que conquistou o título pela primeira vez na sua história, ao derrotar na final o Flamengo. No confronto o São Paulo obteve a vantagem nos resultados de ida (1–0), no Rio de Janeiro, e de volta (1–1), em São Paulo. O clube paulista garantiu uma vaga na fase de grupos da Copa Libertadores da América de 2024 e a participação na Supercopa Rei de 2024.

## Equipes classificadas

### Estaduais,copase seletivas
| Estado              | Clube                  | Forma de Entrada                           |
| ------------------- | ---------------------- | ------------------------------------------ |
| Acre                | Humaitá                | Campeão do Estadual 2022                   |
| Acre                | São Francisco-AC       | Vice-campeão do Estadual 2022              |
| Alagoas             | CRB                    | Campeão do Estadual 2022                   |
| Alagoas             | ASA                    | Vice-campeão do Estadual 2022              |
| Alagoas             | CSA                    | Vencedor da seletiva para a Copa do Brasil |
| Amapá               | Trem                   | Campeão do Estadual 2022                   |
| Amazonas            | Manaus                 | Campeão do Estadual 2022                   |
| Amazonas            | Princesa do Solimões   | Vice-campeão do Estadual 2022              |
| Bahia               | Atlético de Alagoinhas | Campeão do Estadual 2022                   |
| Bahia               | Jacuipense             | Vice-campeão do Estadual 2022              |
| Bahia               | Bahia de Feira         | 3.º colocado do Estadual 2022              |
| Ceará               | Caucaia                | Campeão da primeira fase do Estadual 2022  |
| Ceará               | Ferroviário            | 3.º colocado do Estadual 2022              |
| Ceará               | Iguatu                 | 4.º colocado do Estadual 2022              |
| Distrito Federal    | Brasiliense            | Campeão do Metropolitano 2022              |
| Distrito Federal    | Ceilândia              | Vice-campeão do Metropolitano 2022         |
| Espírito Santo      | Real Noroeste          | Campeão do Estadual 2022                   |
| Espírito Santo      | Vitória-ES             | Campeão da Copa Espírito Santo de 2022     |
| Goiás               | Atlético Goianiense    | Campeão do Estadual 2022                   |
| Goiás               | Goiás                  | Vice-campeão do Estadual 2022              |
| Goiás               | Vila Nova              | 3.º colocado do Estadual 2022              |
| Maranhão            | Sampaio Corrêa         | Campeão do Estadual 2022                   |
| Maranhão            | Cordino                | Vice-campeão do Estadual 2022              |
| Maranhão            | Tuntum                 | Campeão da Copa FMF de 2022                |
| Mato Grosso         | Cuiabá                 | Campeão do Estadual 2022                   |
| Mato Grosso         | União Rondonópolis     | Vice-campeão do Estadual 2022              |
| Mato Grosso         | Nova Mutum             | Campeão da Copa FMF de 2022                |
| Mato Grosso do Sul  | Operário-MS            | Campeão do Estadual 2022                   |
| Minas Gerais        | Athletic               | 3.º colocado do Estadual 2022              |
| Minas Gerais        | Caldense               | 4.º colocado do Estadual 2022              |
| Minas Gerais        | Democrata GV           | Campeão do Troféu Inconfidência            |
| Minas Gerais        | Tombense               | Vice-campeão do Troféu Inconfidência       |
| Pará                | Remo                   | Campeão do Estadual 2022                   |
| Pará                | Tuna Luso              | 3.º colocado do Estadual 2022              |
| Pará                | Águia de Marabá        | 4.º colocado do Estadual 2022              |
| Paraíba             | Campinense             | Campeão do Estadual 2022                   |
| Paraíba             | Botafogo-PB            | Vice-campeão do Estadual 2022              |
| Paraná              | Coritiba               | Campeão do Estadual 2022                   |
| Paraná              | Maringá                | Vice-campeão do Estadual 2022              |
| Paraná              | Operário-PR            | 3.º colocado do Estadual 2022              |
| Paraná              | Londrina               | 5.º colocado do Estadual 2022              |
| Pernambuco          | Náutico                | Campeão do Estadual 2022                   |
| Pernambuco          | Retrô                  | Vice-campeão do Estadual 2022              |
| Pernambuco          | Santa Cruz             | 3.º colocado do Estadual 2022              |
| Piauí               | Fluminense-PI          | Campeão do Estadual 2022                   |
| Piauí               | Parnahyba              | Vice-campeão do Estadual 2022              |
| Rio de Janeiro      | Vasco da Gama          | 3.º colocado do Estadual 2022              |
| Rio de Janeiro      | Botafogo               | 4.º colocado do Estadual 2022              |
| Rio de Janeiro      | Nova Iguaçu            | Campeão do Torneio Independência           |
| Rio de Janeiro      | Resende                | Vice-campeão do Torneio Independência      |
| Rio de Janeiro      | Volta Redonda          | Campeão da Copa Rio de 2022                |
| Rio Grande do Norte | ABC                    | Campeão do Estadual 2022                   |
| Rio Grande do Norte | América de Natal       | Vice-campeão do Estadual 2022              |
| Rio Grande do Sul   | Grêmio                 | Campeão do Estadual 2022                   |
| Rio Grande do Sul   | Ypiranga de Erechim    | Vice-campeão do Estadual 2022              |
| Rio Grande do Sul   | Brasil de Pelotas      | 4.º colocado do Estadual 2022              |
| Rio Grande do Sul   | São Luiz               | Campeão da Copa FGF 2022                   |
| Rondônia            | Real Ariquemes         | Campeão do Estadual 2022                   |
| Roraima             | São Raimundo-RR        | Campeão do Estadual 2022                   |
| Santa Catarina      | Brusque                | Campeão do Estadual 2022                   |
| Santa Catarina      | Camboriú               | Vice-campeão do Estadual 2022              |
| Santa Catarina      | Marcílio Dias          | Campeão da Copa Santa Catarina de 2022     |
| São Paulo           | Red Bull Bragantino    | 4º colocado do Estadual 2022               |
| São Paulo           | Ituano                 | 5.º colocado do Estadual 2022              |
| São Paulo           | São Bernardo           | 6.º colocado do Estadual 2022              |
| São Paulo           | Botafogo-SP            | Vice-campeão do Troféu do Interior de 2022 |
| São Paulo           | Marília                | Vice-campeão da Copa Paulista 2022         |
| Sergipe             | Sergipe                | Campeão do Estadual 2022                   |
| Sergipe             | Falcon                 | Vice-campeão do Estadual 2022              |
| Tocantins           | Tocantinópolis         | Campeão do Estadual 2022                   |

### Classificados diretamente à terceira fase
| Estado            | Clube                | Forma de classificação                                     |
| ----------------- | -------------------- | ---------------------------------------------------------- |
| Ceará             | Fortaleza            | 8.º colocado do Campeonato Brasileiro 2022                 |
| Minas Gerais      | Atlético Mineiro     | 7.º colocado do Campeonato Brasileiro 2022                 |
| Minas Gerais      | Cruzeiro             | Campeão da Série B 2022                                    |
| Pará              | Paysandu             | Campeão da Copa Verde 2022                                 |
| Paraná            | Athletico Paranaense | 6.º colocado do Campeonato Brasileiro 2022                 |
| Pernambuco        | Sport                | Vice-campeão da Copa do Nordeste 2022                      |
| Rio de Janeiro    | Flamengo             | Campeão da Copa Libertadores 2022 e da Copa do Brasil 2022 |
| Rio de Janeiro    | Fluminense           | 3.º colocado do Campeonato Brasileiro 2022                 |
| Rio Grande do Sul | Internacional        | Vice-campeão do Campeonato Brasileiro 2022                 |
| São Paulo         | Palmeiras            | Campeão do Campeonato Brasileiro 2022                      |
| São Paulo         | Corinthians          | 4.º colocado do Campeonato Brasileiro 2022                 |
| São Paulo         | São Paulo            | 9.º colocado do Campeonato Brasileiro 2022                 |

### Rankingda CBF
Com a definição dos 70 representantes das federações estaduais e dos doze representantes classificados diretamente à terceira fase, mais dez clubes se classificam diretamente através do Ranking de Clubes da CBF de 2023.
| Pos. | Clube           | Pontos |
| ---- | --------------- | ------ |
| 9.º  | Santos          | 11 904 |
| 12.º | América Mineiro | 10 640 |
| 14.º | Ceará           | 9 958  |
| 15.º | Bahia           | 9 189  |
| 21.º | Juventude       | 7 161  |
| 24.º | Chapecoense     | 6 688  |
| 25.º | Avaí            | 6 159  |
| 29.º | Vitória         | 4 932  |
| 31.º | Ponte Preta     | 4 687  |
| 33.º | Criciúma        | 4 128  |

Notas
- O Athletico Paranaense, conquistou uma das vagas à Libertadores 2023 via Campeonato Brasileiro de 2022, o que lhe garantiu participar diretamente à terceira fase, abrindo uma vaga em seu estado.
- O Atlético Mineiro, conquistou uma das vagas à Libertadores 2023 via Campeonato Brasileiro de 2022, o que lhe garantiu participar diretamente à terceira fase, abrindo uma vaga em seu estado.
- O Corinthians, conquistou uma das vagas à Libertadores 2023 via Campeonato Brasileiro de 2022, o que lhe garantiu participar diretamente à terceira fase, abrindo uma vaga em seu estado.
- O Cruzeiro conquistou a Série B de 2022, o que lhe garantiu participar diretamente à terceira fase, abrindo uma vaga em seu estado.
- O Flamengo, que já havia se classificado por ter sido vice-campeão do Campeonato Carioca de 2022, conquistou também a Copa Libertadores de 2022 e a Copa do Brasil de 2022, o que lhe garantiu participar diretamente à terceira fase, abrindo uma vaga em seu estado.
- O Fluminense, conquistou uma das vagas à Libertadores 2023 via Campeonato Brasileiro de 2022, o que lhe garantiu participar diretamente à terceira fase, abrindo uma vaga em seu estado.
- O Fortaleza, conquistou uma das vagas à Libertadores 2023 via Campeonato Brasileiro de 2022, o que lhe garantiu participar diretamente à terceira fase, abrindo uma vaga em seu estado e outra vaga ao vice-campeão da Copa do Nordeste 2022.
- O Internacional, conquistou uma das vagas à Libertadores 2023 via Campeonato Brasileiro de 2022, o que lhe garantiu participar diretamente à terceira fase, abrindo uma vaga em seu estado.
- O Palmeiras, que já havia se classificado por ter sido Campeão do Campeonato Paulista de 2022, conquistou também o Campeonato Brasileiro de 2022, o que lhe garantiu participar diretamente à terceira fase, abrindo uma vaga em seu estado.
- O Paysandu, que já havia se classificado por ter sido vice-campeão do Campeonato Paraense de 2022, conquistou a Copa Verde de 2022, o que lhe garantiu participar diretamente à terceira fase, abrindo uma vaga em seu estado.
- O São Paulo, conquistou uma das vagas via Campeonato Brasileiro de 2022 que lhe garantiu participar diretamente à terceira fase, abrindo uma vaga em seu estado.
- O Sport foi vice-campeão da Copa do Nordeste de 2022. Como o Fortaleza se garantiu na terceira fase via Campeonato Brasileiro de 2022, isso lhe garantiu participar diretamente à terceira fase, abrindo uma vaga no ranking da CBF.

## Calendário
Um calendário preliminar foi divulgado pela CBF em 22 de setembro de 2022. Compreende as seguintes datas:
| Fase             | Jogo único                                                            | Jogo único                                                            |
| ---------------- | --------------------------------------------------------------------- | --------------------------------------------------------------------- |
| Primeira fase    | Semana 1: 21 a 23 de fevereiro Semana 2: 28 de fevereiro a 2 de março | Semana 1: 21 a 23 de fevereiro Semana 2: 28 de fevereiro a 2 de março |
| Segunda fase     | Semana 1: 7 a 9 de março Semana 2: 14 a 16 de março                   | Semana 1: 7 a 9 de março Semana 2: 14 a 16 de março                   |
| Fase             | Ida                                                                   | Volta                                                                 |
| Terceira fase    | 12 de abril                                                           | 26 de abril                                                           |
| Oitavas de final | 17 de maio                                                            | 31 de maio                                                            |
| Quartas de final | 5 de julho                                                            | 12 de julho                                                           |
| Semifinais       | 26 de julho                                                           | 16 de agosto                                                          |
| Finais           | 17 de setembro                                                        | 24 de setembro                                                        |

## Fases iniciais

### Sorteio
Os 80 clubes classificados para a competição foram divididos em oito potes (A a H) com dez clubes cada, de acordo com o ranking da CBF. A partir daí, os cruzamentos entre os potes foram os seguintes: A x E; B x F; C x G e D x H. A primeira fase será realizada em partida única, com a equipe pior colocada no ranking jogando em casa e a melhor tendo a vantagem do empate.
O sorteio foi realizado em 8 de fevereiro, às 14 horas, na sede da CBF, e definiu definir os cruzamentos das duas primeiras fases da competição, além dos mandos de campo da segunda fase.

#### Potes do sorteio
Entre parênteses, a classificação do clube no ranking da CBF
| Primeira fase | Primeira fase | Primeira fase | Primeira fase |
| Pote A | Pote B | Pote C | Pote D |
| --- | --- | --- | --- |
| - Santos (9) - Grêmio (11) - América Mineiro (12) - Atlético Goianiense (13) - Ceará (14) - Bahia (15) - Botafogo (16) - Red Bull Bragantino (17) - Goiás (19) - Cuiabá (20)                    | - Juventude (21) - Vasco da Gama (22) - Coritiba (23) - Chapecoense (24) - Avaí (25) - CRB (27) - CSA (28) - Vitória (29) - Vila Nova (30) - Ponte Preta (31)                               | - Sampaio Corrêa (32) - Criciúma (33) - Operário-PR (35) - Londrina (36) - Náutico (37) - Remo (38) - Tombense (39) - Brasil de Pelotas (40) - Brusque (41) - ABC (44)               | - Ituano (46) - Botafogo-SP (48) - Manaus (49) - Volta Redonda (52) - Ypiranga de Erechim (53) - Ferroviário (54) - Botafogo-PB (56) - Santa Cruz (59) - Brasiliense (61) - América de Natal (62) |
| Pote E | Pote F | Pote G | Pote H |
| - Campinense (64) - Jacuipense (67) - São Raimundo-RR (73) - Tocantinópolis (76) - Bahia de Feira (80) - Caldense (84) - Atlético de Alagoinhas (85) - ASA (87) - Sergipe (88) - Ceilândia (91) | - União Rondonópolis (93) - Real Noroeste (97) - Retrô (98) - Marcílio Dias (101) - Tuna Luso (118) - Fluminense-PI (119) - São Luiz (121) - Nova Iguaçu (127) - Humaitá (136) - Trem (137) | - São Bernardo (145) - Vitória-ES (146) - Nova Mutum (148) - Tuntum (167) - Caucaia (168) - Real Ariquemes (171) - Maringá (185) - Operário-MS (201) - Marília (214) - Cordino (221) | - Parnahyba (243) - Resende (—) - Athletic (—) - Democrata GV (—) - Iguatu (—) - Camboriú (—) - Águia de Marabá (—) - Falcon (—) - Princesa do Solimões (—) - São Francisco-AC (—)                |

## Primeira fase
A primeira fase foi disputada por 80 equipes, em partida única. As equipes mais bem sucedidas no ranking da CBF foram as visitantes e tiveram a vantagem do empate. Os confrontos dessa fase foram definidos através do sorteio. Em 11 de fevereiro, a CBF liberou a tabela da primeira fase com as datas, horários e a maioria dos locais das partidas.
Em itálico, as equipes que possuem o mando de campo no confronto e em negrito as equipes classificadas.
| Equipe 1               | Resultado | Equipe 2            |
| ---------------------- | --------- | ------------------- |
| Campinense             | 0–2       | Grêmio              |
| Resende                | 1–2       | Ferroviário         |
| Fluminense-PI          | 0–4       | Ponte Preta         |
| Cordino                | 0–2       | Brasil de Pelotas   |
| Caldense               | 0–3       | Ceará               |
| Princesa do Solimões   | 1–1       | Ituano              |
| União Rondonópolis     | 0–1       | CRB                 |
| Operário-MS            | 1–0       | Operário-PR         |
| Sergipe                | 1–1       | Botafogo            |
| Athletic               | 1–1       | Brasiliense         |
| São Luiz               | 1–0       | Juventude           |
| Vitória-ES             | 0–1       | Remo                |
| ASA                    | 1–1       | Goiás               |
| Águia de Marabá        | 2–1       | Botafogo-PB         |
| Tuna Luso              | 0–1       | CSA                 |
| Marília                | 0–3       | Brusque             |
| Tocantinópolis         | 1–1       | América Mineiro     |
| Democrata GV           | 1–1       | Santa Cruz          |
| Marcílio Dias          | 1–0       | Chapecoense         |
| Maringá                | 2–1       | Sampaio Corrêa      |
| Jacuipense             | 1–4       | Bahia               |
| Camboriú               | 1–0       | Manaus              |
| Humaitá                | 0–3       | Coritiba            |
| Real Ariquemes         | 0–3       | Criciúma            |
| Atlético de Alagoinhas | 0–0       | Atlético Goianiense |
| Falcon                 | 1–3       | Volta Redonda       |
| Real Noroeste          | 1–1       | Vila Nova           |
| São Bernardo           | 0–1       | Náutico             |
| Bahia de Feira         | 1–1       | Red Bull Bragantino |
| São Francisco-AC       | 1–1       | Ypiranga de Erechim |
| Trem                   | 0–4       | Vasco da Gama       |
| Tuntum                 | 0–5       | ABC                 |
| Ceilândia              | 0–1       | Santos              |
| Iguatu                 | 1–0       | América de Natal    |
| Retrô                  | 3–2       | Avaí                |
| Caucaia                | 0–0       | Tombense            |
| São Raimundo-RR        | 4–3       | Cuiabá              |
| Parnahyba              | 0–0       | Botafogo-SP         |
| Nova Iguaçu            | 2–0       | Vitória             |
| Nova Mutum             | 4–2       | Londrina            |

## Segunda fase
A segunda fase será disputada pelas 40 equipes vencedoras da fase anterior, em partida única. Em caso de empate a vaga será decidida na disputa por pênaltis. Os confrontos desta fase seguirão os chaveamentos predeterminados na fase anterior. Em 4 de março, a CBF liberou a tabela de datas, horários e locais da segunda fase.
Em itálico, as equipes que possuem o mando de campo no confronto e em negrito as equipes classificadas.
| Equipe 1            | Resultado   | Equipe 2            |
| ------------------- | ----------- | ------------------- |
| Grêmio              | 3–0         | Ferroviário         |
| Brasil de Pelotas   | 2–0         | Ponte Preta         |
| Ituano              | 1–1 (4–2 p) | Ceará               |
| CRB                 | 5–0         | Operário-MS         |
| Botafogo            | 7–1         | Brasiliense         |
| Remo                | 2–1         | São Luiz            |
| Águia de Marabá     | 0–0 (7–6 p) | Goiás               |
| CSA                 | 1–0         | Brusque             |
| América Mineiro     | 1–0         | Santa Cruz          |
| Maringá             | 2–0         | Marcílio Dias       |
| Camboriú            | 0–1         | Bahia               |
| Coritiba            | 1–1 (6–5 p) | Criciúma            |
| Atlético Goianiense | 1–1 (4–5 p) | Volta Redonda       |
| Náutico             | 2–1         | Vila Nova           |
| Ypiranga de Erechim | 3–1         | Red Bull Bragantino |
| Vasco da Gama       | 0–0 (5–6 p) | ABC                 |
| Santos              | 3–0         | Iguatu              |
| Tombense            | 1–0         | Retrô               |
| Botafogo-SP         | 3–1         | São Raimundo-RR     |
| Nova Iguaçu         | 5–2         | Nova Mutum          |

## Terceira fase
Disputada pelas 20 equipes vencedoras da fase anterior mais os 12 clubes que entram diretamente nessa fase. Em caso de empate a vaga foi decidida na disputa por pênaltis. Os 32 clubes classificados foram divididos em dois blocos de acordo com a posição do Ranking da CBF e definidos em sorteio público realizado em 29 de março.
| Pote 1 | Pote 2 |
| --- | --- |
| Flamengo (1) Palmeiras (2) Athletico Paranaense (3) Atlético Mineiro (4) São Paulo (5) Fluminense (6) Fortaleza (7) Corinthians (8) Santos (9) Internacional (10) Grêmio (11) América Mineiro (12) Bahia (15) Botafogo (16) Cruzeiro (18) Coritiba (23) | Sport (26) CRB (27) CSA (28) Náutico (37) Remo (38) Tombense (39) Brasil de Pelotas (40) Paysandu (43) ABC (44) Ituano (46) Botafogo-SP (48) Volta Redonda (52) Ypiranga de Erechim (53) Nova Iguaçu (127) Maringá (185) Águia de Marabá (—) |

Em itálico, as equipes que possuem o mando de campo no primeiro jogo e em negrito as equipes classificadas.
| Equipe 1            | Total       | Equipe 2             | 1.º jogo | 2.º jogo |
| ------------------- | ----------- | -------------------- | -------- | -------- |
| Botafogo-SP         | 0–3         | Santos               | 0–2      | 0–1      |
| Nova Iguaçu         | 1–7         | América Mineiro      | 1–2      | 0–5      |
| Coritiba            | 3–5         | Sport                | 3–3      | 0–2      |
| Náutico             | 1–2         | Cruzeiro             | 1–0      | 0–2      |
| Atlético Mineiro    | 3–2         | Brasil de Pelotas    | 2–1      | 1–1      |
| Volta Redonda       | 1–6         | Bahia                | 1–2      | 0–4      |
| Ypiranga de Erechim | 0–4         | Botafogo             | 0–2      | 0–2      |
| ABC                 | 1–3         | Grêmio               | 0–2      | 1–1      |
| Maringá             | 4–8         | Flamengo             | 2–0      | 2–8      |
| São Paulo           | 1–0         | Ituano               | 0–0      | 1–0      |
| Fluminense          | 6–0         | Paysandu             | 3–0      | 3–0      |
| Remo                | 2–2 (4–5 p) | Corinthians          | 2–0      | 0–2      |
| Internacional       | 3–3 (7–6 p) | CSA                  | 2–1      | 1–2      |
| Fortaleza           | 8–1         | Águia de Marabá      | 6–1      | 2–0      |
| CRB                 | 2–2 (2–4 p) | Athletico Paranaense | 1–0      | 1–2      |
| Palmeiras           | 5–3         | Tombense             | 4–2      | 1–1      |

## Fase final

### Oitavas de final
As oitavas de final serão disputadas pelas 16 equipes pré-classificadas com os confrontos definidos em sorteio. Jogarão partidas eliminatórias de ida e volta. Em caso de empate no placar agregado, a vaga será definida na disputa por pênaltis.

#### Sorteio
Nesta fase, todas as 16 equipes classificadas para as oitavas de final serão colocadas em pote único, sem restrição de cruzamentos. Em 27 de abril, a CBF confirmou o sorteio das oitavas de final que foi realizado em 2 de maio, às 13 horas, na sede da entidade, no Rio de Janeiro.
| Pote único |
| --- |
| Flamengo (1) Palmeiras (2) Athletico Paranaense (3) Atlético Mineiro (4) São Paulo (5) Fluminense (6) Fortaleza (7) Corinthians (8) Santos (9) Internacional (10) Grêmio (11) América Mineiro (12) Bahia (15) Botafogo (16) Cruzeiro (18) Sport (26) |

#### Confrontos
Em itálico, as equipes que possuem o mando de campo no primeiro jogo confronto e em negrito as equipes classificadas.
| Equipe 1             | Total       | Equipe 2      | 1.º jogo | 2.º jogo |
| -------------------- | ----------- | ------------- | -------- | -------- |
| América Mineiro      | 3–3 (5–4 p) | Internacional | 2–0      | 1–3      |
| Sport                | 3–3 (3–5 p) | São Paulo     | 0–2      | 3–1      |
| Athletico Paranaense | 3–3 (4–2 p) | Botafogo      | 3–2      | 0–1      |
| Fluminense           | 0–2         | Flamengo      | 0–0      | 0–2      |
| Santos               | 1–1 (3–4 p) | Bahia         | 0–0      | 1–1      |
| Palmeiras            | 3–1         | Fortaleza     | 3–0      | 0–1      |
| Atlético Mineiro     | 2–2 (1–3 p) | Corinthians   | 2–0      | 0–2      |
| Grêmio               | 2–1         | Cruzeiro      | 1–1      | 1–0      |

### Quartas de final

#### Sorteio
O sorteio das quartas de final foi realizado na sede da CBF, em 6 de junho, às 13 horas.
Nesta fase, assim como na fase anterior, não haverá separação de potes. Todas as oito equipes vencedoras das oitavas de final serão colocadas em pote único, sem restrição de cruzamentos.
| Pote único |
| --- |
| Flamengo (1) Palmeiras (2) Athletico Paranaense (3) São Paulo (5) Corinthians (8) Grêmio (11) América Mineiro (12) Bahia (15) |

#### Confrontos
Em itálico, as equipes que possuem o mando de campo no primeiro jogo confronto e em negrito as equipes classificadas.
| Equipe 1        | Total       | Equipe 2             | 1.º jogo | 2.º jogo |
| --------------- | ----------- | -------------------- | -------- | -------- |
| América Mineiro | 3–3 (1–3 p) | Corinthians          | 1–0      | 2–3      |
| São Paulo       | 3–1         | Palmeiras            | 1–0      | 2–1      |
| Bahia           | 2–2 (3–4 p) | Grêmio               | 1–1      | 1–1      |
| Flamengo        | 4–1         | Athletico Paranaense | 2–1      | 2–0      |

### Semifinal

#### Sorteio
O sorteio de mandos de campos aconteceu em 17 de julho, segunda-feira, às 13 horas, na sede da CBF, no Rio de Janeiro. Foram 10 bolas (numeradas de 1 a 10) e se o resultado fosse par, São Paulo e Flamengo realizariam os jogos de volta, em casa e, caso contrário, Corinthians e Grêmio fariam os jogos de volta em casa. As bolas sorteadas foram as de número "3" e "5". Desta forma, São Paulo e Flamengo decidem a vaga na final, em casa. Os jogos de ida serão em 25 e 26 de julho e os de volta, em 16 de agosto.

#### Confrontos
Em itálico, as equipes que possuem o mando de campo no primeiro jogo confronto e em negrito as equipes classificadas.
| Equipe 1    | Total | Equipe 2  | 1.º jogo | 2.º jogo |
| ----------- | ----- | --------- | -------- | -------- |
| Corinthians | 2–3   | São Paulo | 2–1      | 0–2      |
| Grêmio      | 0–3   | Flamengo  | 0–2      | 0–1      |

### Final

#### Sorteio
O sorteio de mandos de campos aconteceu em 28 de agosto, segunda-feira, às 13 horas, na sede da CBF, no Rio de Janeiro. A primeira partida foi realizada no Rio de Janeiro, em 17 de setembro. Já a partida de volta foi em São Paulo, em 24 de setembro.

#### Confrontos
Primeiro jogo
| 17 de setembro | Flamengo | 0 – 1  | São Paulo     | Maracanã, Rio de Janeiro                                             |
| 16:00 (UTC−3)  |          | Súmula | 45+1' Calleri | Público: 60 390 Renda: R$ 26.343.300,00 Árbitro: RS Anderson Daronco |

Segundo jogo
| 24 de setembro | São Paulo    | 1 – 1  | Flamengo           | Morumbi, São Paulo                                                           |
| 16:00 (UTC−3)  | Nestor 45+5' | Súmula | 44' Bruno Henrique | Público: 63 077 Renda: R$ 24.520.800,00 Árbitro: SC Bráulio da Silva Machado |

### Tabela até a final
Em itálico, as equipes que possuem o mando de campo no primeiro jogo do confronto e em negrito as equipes classificadas.
|  | Quartas de final                              | Quartas de final                              | Quartas de final                              | Quartas de final                              |   |             | Semifinais                                  | Semifinais                                  | Semifinais                                  | Semifinais                                  |  |          | Final                                       | Final                                       | Final                                       | Final                                       |  |  |
|  | 4 e 5 de julho (ida) 12 a 15 de julho (volta) | 4 e 5 de julho (ida) 12 a 15 de julho (volta) | 4 e 5 de julho (ida) 12 a 15 de julho (volta) | 4 e 5 de julho (ida) 12 a 15 de julho (volta) |   |             | 25 e 26 de julho (ida) 16 de agosto (volta) | 25 e 26 de julho (ida) 16 de agosto (volta) | 25 e 26 de julho (ida) 16 de agosto (volta) | 25 e 26 de julho (ida) 16 de agosto (volta) |  |          | 17 de setembro (ida) 24 de setembro (volta) | 17 de setembro (ida) 24 de setembro (volta) | 17 de setembro (ida) 24 de setembro (volta) | 17 de setembro (ida) 24 de setembro (volta) |  |  |
|  |                                               |                                               |                                               |                                               |   |             |                                             |                                             |                                             |                                             |  |          |                                             |                                             |                                             |                                             |  |  |
|  | Bahia                                         | 1                                             | 1                                             | 2 (3)                                         |   |             |                                             |                                             |                                             |                                             |  |          |                                             |                                             |                                             |                                             |  |  |
|  | Grêmio (pen)                                  | 1                                             | 1                                             | 2 (4)                                         |   |             |                                             |                                             |                                             |                                             |  |          |                                             |                                             |                                             |                                             |  |  |
|  | Grêmio (pen)                                  | 1                                             | 1                                             | 2 (4)                                         |   | Grêmio      | 0                                           | 0                                           | 0                                           |                                             |  |          |                                             |                                             |                                             |                                             |  |  |
|  |                                               |                                               |                                               |                                               |   | Grêmio      | 0                                           | 0                                           | 0                                           |                                             |  |          |                                             |                                             |                                             |                                             |  |  |
|  |                                               | Flamengo                                      | 2                                             | 1                                             | 3 |             |                                             |                                             |                                             |                                             |  |          |                                             |                                             |                                             |                                             |  |  |
|  | Flamengo                                      | Flamengo                                      | 2                                             | 1                                             | 3 | 2           | 2                                           | 4                                           |                                             |                                             |  |          |                                             |                                             |                                             |                                             |  |  |
|  | Flamengo                                      |                                               |                                               |                                               |   | 2           | 2                                           | 4                                           |                                             |                                             |  |          |                                             |                                             |                                             |                                             |  |  |
|  | Athletico Paranaense                          | 1                                             | 0                                             | 1                                             |   |             |                                             |                                             |                                             |                                             |  |          |                                             |                                             |                                             |                                             |  |  |
|  | Athletico Paranaense                          | 1                                             | 0                                             | 1                                             |   |             |                                             |                                             |                                             |                                             |  | Flamengo | 0                                           | 1                                           | 1                                           |                                             |  |  |
|  |                                               |                                               |                                               |                                               |   |             |                                             |                                             |                                             |                                             |  | Flamengo | 0                                           | 1                                           | 1                                           |                                             |  |  |
|  |                                               | São Paulo                                     | 1                                             | 1                                             | 2 |             |                                             |                                             |                                             |                                             |  |          |                                             |                                             |                                             |                                             |  |  |
|  | América Mineiro                               | São Paulo                                     | 1                                             | 1                                             | 2 | 1           | 2                                           | 3 (1)                                       |                                             |                                             |  |          |                                             |                                             |                                             |                                             |  |  |
|  | América Mineiro                               |                                               |                                               |                                               |   | 1           | 2                                           | 3 (1)                                       |                                             |                                             |  |          |                                             |                                             |                                             |                                             |  |  |
|  | Corinthians (pen)                             | 0                                             | 3                                             | 3 (3)                                         |   |             |                                             |                                             |                                             |                                             |  |          |                                             |                                             |                                             |                                             |  |  |
|  | Corinthians (pen)                             | 0                                             | 3                                             | 3 (3)                                         |   | Corinthians | 2                                           | 0                                           | 2                                           |                                             |  |          |                                             |                                             |                                             |                                             |  |  |
|  |                                               |                                               |                                               |                                               |   | Corinthians | 2                                           | 0                                           | 2                                           |                                             |  |          |                                             |                                             |                                             |                                             |  |  |
|  |                                               | São Paulo                                     | 1                                             | 2                                             | 3 |             |                                             |                                             |                                             |                                             |  |          |                                             |                                             |                                             |                                             |  |  |
|  | São Paulo                                     | São Paulo                                     | 1                                             | 2                                             | 3 | 1           | 2                                           | 3                                           |                                             |                                             |  |          |                                             |                                             |                                             |                                             |  |  |
|  | São Paulo                                     |                                               |                                               |                                               |   | 1           | 2                                           | 3                                           |                                             |                                             |  |          |                                             |                                             |                                             |                                             |  |  |
|  | Palmeiras                                     | 0                                             | 1                                             | 1                                             |   |             |                                             |                                             |                                             |                                             |  |          |                                             |                                             |                                             |                                             |  |  |

## Premiação
| Copa do Brasil de 2023         |
| São Paulo                      |
| ------------------------------ |
| SÃO PAULO Campeão (1.º título) |

## Estatísticas

### Artilharia
| Gols | Jogador         | Equipe          |
| ---- | --------------- | --------------- |
| 5    | Alef Manga      | Coritiba        |
| 5    | Lorran          | Nova Mutum      |
| 5    | Pedro           | Flamengo        |
| 5    | Tiquinho Soares | Botafogo        |
| 4    | Aloísio         | América Mineiro |
| 4    | Renato          | CRB             |

### Hat-tricks
| Jogador         | Clube           | Adversário  | Placar  | Data            | Ref.   |
| --------------- | --------------- | ----------- | ------- | --------------- | ------ |
| Allan Rosário   | São Raimundo-RR | Cuiabá      | 4–3 (C) | 22 de fevereiro | [ 30 ] |
| Lorran          | Nova Mutum      | Londrina    | 4–2 (C) | 22 de fevereiro | [ 31 ] |
| Renato          | CRB             | Operário-MS | 5–0 (C) | 15 de março     | [ 32 ] |
| Tiquinho Soares | Botafogo        | Brasiliense | 7–1 (C) | 15 de março     | [ 33 ] |
| Alef Manga      | Coritiba        | Sport       | 3–3 (C) | 12 de abril     | [ 34 ] |

### Poker-trick
| Jogador | Clube    | Adversário | Placar  | Data        | Ref.   |
| ------- | -------- | ---------- | ------- | ----------- | ------ |
| Pedro   | Flamengo | Maringá    | 8–2 (C) | 26 de abril | [ 35 ] |

## Público
Maiores públicos
Estes são os dez maiores públicos do campeonato:
| Nº | Público | Mandante   | Placar | Visitante            | Estádio         | Data           | Fase      | Ref.   |
| -- | ------- | ---------- | ------ | -------------------- | --------------- | -------------- | --------- | ------ |
| 1  | 64 787  | Flamengo   | 2–0    | Fluminense           | Maracanã        | 1 de junho     | Oitavas   | [ 36 ] |
| 2  | 63 077  | São Paulo  | 1–1    | Flamengo             | Morumbi         | 24 de setembro | Final     | [ 37 ] |
| 3  | 62 093  | São Paulo  | 2–0    | Corinthians          | Morumbi         | 16 de agosto   | Semifinal | [ 38 ] |
| 4  | 60 996  | Flamengo   | 2–1    | Athletico Paranaense | Maracanã        | 5 de julho     | Quartas   | [ 39 ] |
| 5  | 60 390  | Flamengo   | 0–1    | São Paulo            | Maracanã        | 17 de setembro | Final     | [ 26 ] |
| 6  | 60 112  | Flamengo   | 1–0    | Grêmio               | Maracanã        | 16 de agosto   | Semifinal | [ 40 ] |
| 7  | 54 593  | São Paulo  | 1–0    | Palmeiras            | Morumbi         | 5 de julho     | Quartas   | [ 41 ] |
| 8  | 54 362  | Fluminense | 0–0    | Flamengo             | Maracanã        | 16 de maio     | Oitavas   | [ 42 ] |
| 9  | 50 126  | Grêmio     | 0–2    | Flamengo             | Arena do Grêmio | 26 de julho    | Semifinal | [ 43 ] |
| 10 | 50 008  | Flamengo   | 8–2    | Maringá              | Maracanã        | 26 de abril    | 3ª fase   | [ 44 ] |

Menores públicos
Estes são os dez menores públicos campeonato:
| Nº | Público | Mandante      | Placar | Visitante       | Estádio               | Data            | Rodada  | Ref.   |
| -- | ------- | ------------- | ------ | --------------- | --------------------- | --------------- | ------- | ------ |
| 1  | 150     | Caucaia       | 0–0    | Tombense        | João Ronaldo          | 22 de fevereiro | 1ª fase | [ 45 ] |
| 2  | 174     | Tombense      | 1–0    | Retrô           | Soares de Azevedo     | 8 de março      | 2ª fase | [ 46 ] |
| 3  | 179     | Falcon        | 1–3    | Volta Redonda   | Batistão              | 22 de fevereiro | 1ª fase | [ 47 ] |
| 4  | 230     | Tuntum        | 0–5    | ABC             | Rafael Seabra         | 1 de março      | 1ª fase | [ 48 ] |
| 5  | 262     | Retrô         | 3–2    | Avaí            | Arena de Pernambuco   | 1 de março      | 1ª fase | [ 49 ] |
| 6  | 271     | Nova Iguaçu   | 1–2    | América Mineiro | Raulino de Oliveira   | 12 de abril     | 3ª fase | [ 50 ] |
| 7  | 388     | Nova Mutum    | 4–2    | Londrina        | Valdir Doilho Wons    | 22 de fevereiro | 1ª fase | [ 51 ] |
| 8  | 469     | Tuna Luso     | 0–1    | CSA             | Estádio do Souza      | 1 de março      | 1ª fase | [ 52 ] |
| 9  | 479     | Real Noroeste | 1–1    | Vila Nova       | José Olímpio da Rocha | 28 de fevereiro | 1ª fase | [ 53 ] |
| 10 | 519     | Fluminense-PI | 0–4    | Ponte Preta     | Lindolfo Monteiro     | 28 de fevereiro | 1ª fase | [ 54 ] |

## Classificação geral
Oficialmente, a CBF não reconhece uma classificação geral na Copa do Brasil. A seguir, uma tabela classificando os clubes de acordo com a fase alcançada, considerando como critério de desempate — após os próprios critérios de desempate da competição — a ordem alfabética.
| Classificação final                                     | Classificação final  | Classificação final | Classificação final | Classificação final | Classificação final | Classificação final | Classificação final | Classificação final | Classificação final | Classificação final | Classificação final |
| Pos.                                                    | Equipes              | P                   | J                   | V                   | E                   | D                   | GP                  | GC                  | SG                  |                     |                     |
| ------------------------------------------------------- | -------------------- | ------------------- | ------------------- | ------------------- | ------------------- | ------------------- | ------------------- | ------------------- | ------------------- | ------------------- | ------------------- |
| Campeão e classificado para a Copa Libertadores de 2024 |                      |                     |                     |                     |                     |                     |                     |                     |                     |                     |                     |
| 1                                                       | São Paulo            | 20                  | 10                  | 6                   | 2                   | 2                   | 12                  | 7                   | +5                  |                     |                     |
| Vice-campeão                                            |                      |                     |                     |                     |                     |                     |                     |                     |                     |                     |                     |
| 2                                                       | Flamengo             | 20                  | 10                  | 6                   | 2                   | 2                   | 18                  | 7                   | +11                 |                     |                     |
| Eliminados nas semifinais                               |                      |                     |                     |                     |                     |                     |                     |                     |                     |                     |                     |
| 3                                                       | Grêmio               | 16                  | 10                  | 4                   | 4                   | 2                   | 12                  | 7                   | +5                  |                     |                     |
| 4                                                       | Corinthians          | 12                  | 8                   | 4                   | 0                   | 4                   | 9                   | 10                  | –1                  |                     |                     |
| Eliminados nas quartas de final                         |                      |                     |                     |                     |                     |                     |                     |                     |                     |                     |                     |
| 5                                                       | América Mineiro      | 16                  | 8                   | 5                   | 1                   | 2                   | 15                  | 8                   | +7                  |                     |                     |
| 6                                                       | Bahia                | 16                  | 8                   | 4                   | 4                   | 0                   | 14                  | 5                   | +9                  |                     |                     |
| 7                                                       | Palmeiras            | 7                   | 6                   | 2                   | 1                   | 3                   | 9                   | 7                   | +2                  |                     |                     |
| 8                                                       | Athletico Paranaense | 6                   | 6                   | 2                   | 0                   | 4                   | 6                   | 9                   | –3                  |                     |                     |
| Eliminados nas oitavas de final                         |                      |                     |                     |                     |                     |                     |                     |                     |                     |                     |                     |
| 9                                                       | Santos               | 14                  | 6                   | 4                   | 2                   | 0                   | 8                   | 1                   | +7                  |                     |                     |
| 10                                                      | Botafogo             | 13                  | 6                   | 4                   | 1                   | 1                   | 15                  | 5                   | +10                 |                     |                     |
| 11                                                      | Fortaleza            | 9                   | 4                   | 3                   | 0                   | 1                   | 9                   | 4                   | +5                  |                     |                     |
| 12                                                      | Fluminense           | 7                   | 4                   | 2                   | 1                   | 1                   | 6                   | 2                   | +4                  |                     |                     |
| 13                                                      | Sport                | 7                   | 4                   | 2                   | 1                   | 1                   | 8                   | 6                   | +2                  |                     |                     |
| 14                                                      | Atlético Mineiro     | 7                   | 4                   | 2                   | 1                   | 1                   | 5                   | 4                   | +1                  |                     |                     |
| 15                                                      | Internacional        | 6                   | 4                   | 2                   | 0                   | 2                   | 6                   | 6                   | 0                   |                     |                     |
| 16                                                      | Cruzeiro             | 4                   | 4                   | 1                   | 1                   | 2                   | 3                   | 3                   | 0                   |                     |                     |
| Eliminados na terceira fase                             |                      |                     |                     |                     |                     |                     |                     |                     |                     |                     |                     |
| 17                                                      | CRB                  | 9                   | 4                   | 3                   | 0                   | 1                   | 8                   | 2                   | +6                  |                     |                     |
| 18                                                      | CSA                  | 9                   | 4                   | 3                   | 0                   | 1                   | 5                   | 3                   | +2                  |                     |                     |
| 18                                                      | Remo                 | 9                   | 4                   | 3                   | 0                   | 1                   | 5                   | 3                   | +2                  |                     |                     |
| 20                                                      | Náutico              | 9                   | 4                   | 3                   | 0                   | 1                   | 4                   | 3                   | +1                  |                     |                     |
| 21                                                      | Maringá              | 9                   | 4                   | 3                   | 0                   | 1                   | 8                   | 9                   | –1                  |                     |                     |
| 22                                                      | Brasil de Pelotas    | 7                   | 4                   | 2                   | 1                   | 1                   | 6                   | 3                   | +3                  |                     |                     |
| 23                                                      | Nova Iguaçu          | 6                   | 4                   | 2                   | 0                   | 2                   | 8                   | 9                   | –1                  |                     |                     |
| 24                                                      | ABC                  | 5                   | 4                   | 1                   | 2                   | 1                   | 6                   | 3                   | +3                  |                     |                     |
| 25                                                      | Coritiba             | 5                   | 4                   | 1                   | 2                   | 1                   | 7                   | 6                   | +1                  |                     |                     |
| 26                                                      | Tombense             | 5                   | 4                   | 1                   | 2                   | 1                   | 4                   | 5                   | –1                  |                     |                     |
| 27                                                      | Botafogo-SP          | 4                   | 4                   | 1                   | 1                   | 2                   | 3                   | 4                   | –1                  |                     |                     |
| 28                                                      | Ypiranga de Erechim  | 4                   | 4                   | 1                   | 1                   | 2                   | 4                   | 6                   | –2                  |                     |                     |
| 29                                                      | Volta Redonda        | 4                   | 4                   | 1                   | 1                   | 2                   | 5                   | 8                   | –3                  |                     |                     |
| 30                                                      | Águia de Marabá      | 4                   | 4                   | 1                   | 1                   | 2                   | 3                   | 9                   | –6                  |                     |                     |
| 31                                                      | Ituano               | 3                   | 4                   | 0                   | 3                   | 1                   | 2                   | 3                   | –1                  |                     |                     |
| 32                                                      | Paysandu             | 0                   | 2                   | 0                   | 0                   | 2                   | 0                   | 6                   | –6                  |                     |                     |
| Eliminados na segunda fase                              |                      |                     |                     |                     |                     |                     |                     |                     |                     |                     |                     |
| 33                                                      | Vasco da Gama        | 4                   | 2                   | 1                   | 1                   | 0                   | 4                   | 0                   | +4                  |                     |                     |
| 34                                                      | Ceará                | 4                   | 2                   | 1                   | 1                   | 0                   | 4                   | 1                   | +3                  |                     |                     |
| 34                                                      | Criciúma             | 4                   | 2                   | 1                   | 1                   | 0                   | 4                   | 1                   | +3                  |                     |                     |
| 36                                                      | Ponte Preta          | 3                   | 2                   | 1                   | 0                   | 1                   | 4                   | 2                   | +2                  |                     |                     |
| 37                                                      | Brusque              | 3                   | 2                   | 1                   | 0                   | 1                   | 3                   | 1                   | +2                  |                     |                     |
| 38                                                      | Retrô                | 3                   | 2                   | 1                   | 0                   | 1                   | 3                   | 3                   | 0                   |                     |                     |
| 39                                                      | São Luiz             | 3                   | 2                   | 1                   | 0                   | 1                   | 2                   | 2                   | 0                   |                     |                     |
| 40                                                      | Camboriú             | 3                   | 2                   | 1                   | 0                   | 1                   | 1                   | 1                   | 0                   |                     |                     |
| 41                                                      | Nova Mutum           | 3                   | 2                   | 1                   | 0                   | 1                   | 6                   | 7                   | –1                  |                     |                     |
| 42                                                      | São Raimundo-RR      | 3                   | 2                   | 1                   | 0                   | 1                   | 5                   | 6                   | –1                  |                     |                     |
| 43                                                      | Marcílio Dias        | 3                   | 2                   | 1                   | 0                   | 1                   | 1                   | 2                   | –1                  |                     |                     |
| 44                                                      | Ferroviário          | 3                   | 2                   | 1                   | 0                   | 1                   | 2                   | 4                   | –2                  |                     |                     |
| 45                                                      | Iguatu               | 3                   | 2                   | 1                   | 0                   | 1                   | 1                   | 3                   | –2                  |                     |                     |
| 46                                                      | Operário-MS          | 3                   | 2                   | 1                   | 0                   | 1                   | 1                   | 5                   | –4                  |                     |                     |
| 47                                                      | Atlético Goianiense  | 2                   | 2                   | 0                   | 2                   | 0                   | 1                   | 1                   | 0                   |                     |                     |
| 47                                                      | Goiás                | 2                   | 2                   | 0                   | 2                   | 0                   | 1                   | 1                   | 0                   |                     |                     |
| 49                                                      | Vila Nova            | 1                   | 2                   | 0                   | 1                   | 1                   | 2                   | 3                   | –1                  |                     |                     |
| 50                                                      | Santa Cruz           | 1                   | 2                   | 0                   | 1                   | 1                   | 1                   | 2                   | –1                  |                     |                     |
| 51                                                      | Red Bull Bragantino  | 1                   | 2                   | 0                   | 1                   | 1                   | 2                   | 4                   | –2                  |                     |                     |
| 52                                                      | Brasiliense          | 1                   | 2                   | 0                   | 1                   | 1                   | 2                   | 8                   | –6                  |                     |                     |

| Classificação final         | Classificação final    | Classificação final | Classificação final | Classificação final | Classificação final | Classificação final | Classificação final | Classificação final | Classificação final | Classificação final | Classificação final |
| Pos.                        | Equipes                | P                   | J                   | V                   | E                   | D                   | GP                  | GC                  | SG                  |                     |                     |
| --------------------------- | ---------------------- | ------------------- | ------------------- | ------------------- | ------------------- | ------------------- | ------------------- | ------------------- | ------------------- | ------------------- | ------------------- |
| Eliminados na primeira fase |                        |                     |                     |                     |                     |                     |                     |                     |                     |                     |                     |
| 53                          | ASA                    | 1                   | 1                   | 0                   | 1                   | 0                   | 1                   | 1                   | 0                   |                     |                     |
| 53                          | Athletic               | 1                   | 1                   | 0                   | 1                   | 0                   | 1                   | 1                   | 0                   |                     |                     |
| 53                          | Bahia de Feira         | 1                   | 1                   | 0                   | 1                   | 0                   | 1                   | 1                   | 0                   |                     |                     |
| 53                          | Democrata GV           | 1                   | 1                   | 0                   | 1                   | 0                   | 1                   | 1                   | 0                   |                     |                     |
| 53                          | Princesa do Solimões   | 1                   | 1                   | 0                   | 1                   | 0                   | 1                   | 1                   | 0                   |                     |                     |
| 53                          | Real Noroeste          | 1                   | 1                   | 0                   | 1                   | 0                   | 1                   | 1                   | 0                   |                     |                     |
| 53                          | São Francisco-AC       | 1                   | 1                   | 0                   | 1                   | 0                   | 1                   | 1                   | 0                   |                     |                     |
| 53                          | Sergipe                | 1                   | 1                   | 0                   | 1                   | 0                   | 1                   | 1                   | 0                   |                     |                     |
| 53                          | Tocantinópolis         | 1                   | 1                   | 0                   | 1                   | 0                   | 1                   | 1                   | 0                   |                     |                     |
| 62                          | Atlético de Alagoinhas | 1                   | 1                   | 0                   | 1                   | 0                   | 0                   | 0                   | 0                   |                     |                     |
| 62                          | Caucaia                | 1                   | 1                   | 0                   | 1                   | 0                   | 0                   | 0                   | 0                   |                     |                     |
| 62                          | Parnahyba              | 1                   | 1                   | 0                   | 1                   | 0                   | 0                   | 0                   | 0                   |                     |                     |
| 65                          | Cuiabá                 | 0                   | 1                   | 0                   | 0                   | 1                   | 3                   | 4                   | –1                  |                     |                     |
| 66                          | Avaí                   | 0                   | 1                   | 0                   | 0                   | 1                   | 2                   | 3                   | –1                  |                     |                     |
| 67                          | Botafogo-PB            | 0                   | 1                   | 0                   | 0                   | 1                   | 1                   | 2                   | –1                  |                     |                     |
| 67                          | Resende                | 0                   | 1                   | 0                   | 0                   | 1                   | 1                   | 2                   | –1                  |                     |                     |
| 67                          | Sampaio Corrêa         | 0                   | 1                   | 0                   | 0                   | 1                   | 1                   | 2                   | –1                  |                     |                     |
| 70                          | América de Natal       | 0                   | 1                   | 0                   | 0                   | 1                   | 0                   | 1                   | –1                  |                     |                     |
| 70                          | Ceilândia              | 0                   | 1                   | 0                   | 0                   | 1                   | 0                   | 1                   | –1                  |                     |                     |
| 70                          | Chapecoense            | 0                   | 1                   | 0                   | 0                   | 1                   | 0                   | 1                   | –1                  |                     |                     |
| 70                          | Juventude              | 0                   | 1                   | 0                   | 0                   | 1                   | 0                   | 1                   | –1                  |                     |                     |
| 70                          | Manaus                 | 0                   | 1                   | 0                   | 0                   | 1                   | 0                   | 1                   | –1                  |                     |                     |
| 70                          | Operário-PR            | 0                   | 1                   | 0                   | 0                   | 1                   | 0                   | 1                   | –1                  |                     |                     |
| 70                          | São Bernardo           | 0                   | 1                   | 0                   | 0                   | 1                   | 0                   | 1                   | –1                  |                     |                     |
| 70                          | Tuna Luso              | 0                   | 1                   | 0                   | 0                   | 1                   | 0                   | 1                   | –1                  |                     |                     |
| 70                          | União Rondonópolis     | 0                   | 1                   | 0                   | 0                   | 1                   | 0                   | 1                   | –1                  |                     |                     |
| 70                          | Vitória-ES             | 0                   | 1                   | 0                   | 0                   | 1                   | 0                   | 1                   | –1                  |                     |                     |
| 80                          | Londrina               | 0                   | 1                   | 0                   | 0                   | 1                   | 2                   | 4                   | –2                  |                     |                     |
| 81                          | Falcon                 | 0                   | 1                   | 0                   | 0                   | 1                   | 1                   | 3                   | –2                  |                     |                     |
| 82                          | Campinense             | 0                   | 1                   | 0                   | 0                   | 1                   | 0                   | 2                   | –2                  |                     |                     |
| 82                          | Cordino                | 0                   | 1                   | 0                   | 0                   | 1                   | 0                   | 2                   | –2                  |                     |                     |
| 82                          | Vitória                | 0                   | 1                   | 0                   | 0                   | 1                   | 0                   | 2                   | –2                  |                     |                     |
| 85                          | Jacuipense             | 0                   | 1                   | 0                   | 0                   | 1                   | 1                   | 4                   | –3                  |                     |                     |
| 86                          | Caldense               | 0                   | 1                   | 0                   | 0                   | 1                   | 0                   | 3                   | –3                  |                     |                     |
| 86                          | Humaitá                | 0                   | 1                   | 0                   | 0                   | 1                   | 0                   | 3                   | –3                  |                     |                     |
| 86                          | Marília                | 0                   | 1                   | 0                   | 0                   | 1                   | 0                   | 3                   | –3                  |                     |                     |
| 86                          | Real Ariquemes         | 0                   | 1                   | 0                   | 0                   | 1                   | 0                   | 3                   | –3                  |                     |                     |
| 90                          | Fluminense-PI          | 0                   | 1                   | 0                   | 0                   | 1                   | 0                   | 4                   | –4                  |                     |                     |
| 90                          | Trem                   | 0                   | 1                   | 0                   | 0                   | 1                   | 0                   | 4                   | –4                  |                     |                     |
| 92                          | Tuntum                 | 0                   | 1                   | 0                   | 0                   | 1                   | 0                   | 5                   | –5                  |                     |                     |

Legenda:
| Campeão Vice-campeão | Eliminados nas semifinais Eliminados nas quartas de final | Eliminados nas oitavas de final Eliminados na 3.ª fase | Eliminados na 2.ª fase Eliminados na 1.ª fase |